# Stephan Braun (Politiker)
Stephan Braun (* 30. August 1959 in München) ist ein deutscher Politiker der SPD und war von 1996 bis 2011 Abgeordneter im Landtag von Baden-Württemberg.

## Ausbildung und Beruf
Stephan Braun studierte nach seinem Abitur Politikwissenschaft, evangelische Theologie und Pädagogik. Seit 1988 ist er Kirchenjournalist im Amt für Information der Evangelischen Landeskirche in Württemberg. Er befasst sich mit Jugendbildung, zivilgesellschaftlichen Projekten zur Demokratieförderung, dem interkulturellen und interreligiösen Dialog als auch mit sozialen Einrichtungen in seinem Wahlkreis Böblingen.

## Politische Ämter
Braun war von 1996 bis 2011 für den Wahlkreis Böblingen Abgeordneter im Landtag von Baden-Württemberg. Er zog stets über ein Zweitmandat in den Landtag ein. Er war im Landtag Vorsitzender des Gremiums nach Artikel 10 Grundgesetz (Post- und Fernmeldegeheimnis), Mitglied in dem für Verfassung und Recht zuständigen Ständigen Ausschuss, im Innenausschuss, im Wahlprüfungsausschuss sowie stellvertretendes Mitglied im Wirtschafts- und im Sozialausschuss. Er war Sprecher der SPD-Landtagsfraktion für Verfassungsschutzangelegenheiten, Fragen des Extremismus und für Fragen der Integration / Migration. Zuletzt hatte Braun außerdem den Vorsitz des Landtagsausschusses zur parlamentarischen Kontrolle des Verfassungsschutzes inne.
Über seine Landtagsfunktionen hinaus war und ist er Mitglied im Medienrat der Landesanstalt für Kommunikation Baden-Württemberg (LfK) und dort im Medienpädagogischen Ausschuss. Neben dem Themenschwerpunkt „Bekämpfung des Rechtsextremismus“ setzt er sich u. a. als evangelischer Vorsitzender der Gesellschaft für Christlich-Jüdische Zusammenarbeit Stuttgart e. V. (GCJZ) für ein verstärktes Miteinander der Religionen und Kulturen ein.

## Engagement gegen Rechts
Stephan Braun ist Autor zum Thema Rechtsextremismus und Neue Rechte. 2003 gab er zusammen mit Daniel Hoersch den Sammelband Rechte Netzwerke – eine Gefahr heraus. Neben der zu der Zeit baden-württembergischen SPD-Landesvorsitzenden Ute Vogt ist Braun Mitherausgeber einer kritischen Publikation über die Wochenzeitung Junge Freiheit (mit Analysen zu Programmatik, Inhalten, Autoren und Leserschaft), die im Juli 2007 erschienen ist. Nach einer Darstellung der tageszeitung sei das gesammelte Material ausreichend, um jene Politiker zu widerlegen, die nichts dabei fänden, der Jungen Freiheit mit Interviews zu breiterer Aufmerksamkeit und womöglich auch zu Akzeptanz zu verhelfen. Die Zeitschrift Menschen Machen Medien der Gewerkschaft ver.di hebt die Bedeutung der „klaren Analysen“ über die „doppelbödige Ausdrucksweise der JF-Mitarbeiter“ hervor, die „daraufhin abziele, nach außen hin einen gemäßigten Eindruck zu hinterlassen, die eingeweihten Kreise aber mit den gewünschten ideologischen Inhalten zu beliefern“. Dabei stelle der Band den „Kampf um die Definitionsmacht von politisch-historischen Begriffen im Internet“ seitens der Jungen Freiheit am Fallbeispiel der Wikipedia heraus.
2007 warf Braun auch dem seinerzeit amtierenden baden-württembergischen Ministerpräsidenten Günther Oettinger dessen Mitgliedschaft im Studienzentrum Weikersheim – laut Kritikern eine „Denkfabrik der Neuen Rechten“ – vor. Oettinger kündigte wenig später, am 22. Mai 2007, diese Mitgliedschaft auf. Der ebenfalls von Braun erhobenen Forderung, er möge auch seine Partei, die CDU, zu einem Unvereinbarkeitsbeschluss gegenüber einer Mitgliedschaft im Studienzentrum Weikersheim veranlassen, kam Oettinger jedoch nicht nach.

## Werke
- Stephan Braun, Matthias Klopfer, Peter Thomas (Hrsg.): Der Jugend eine Chance: Perspektiven – Forderungen – Modelle. Quell-Verlag, Stuttgart 1999, ISBN 3-7918-3461-4.
- Stephan Braun, Daniel Hörsch (Hrsg.): Rechte Netzwerke – eine Gefahr. VS Verlag für Sozialwissenschaften, Wiesbaden 2004, ISBN 3-8100-4153-X.
- Stephan Braun, Ute Vogt (Hrsg.): Die Wochenzeitung „Junge Freiheit“. Kritische Analysen zu Programmatik, Inhalten, Autoren und Kunden. VS Verlag für Sozialwissenschaften, Wiesbaden 2007, ISBN 978-3-531-15421-3.
- Stephan Braun, Alexander Geisler, Martin Gerster (Hrsg.): Strategien der extremen Rechten. Hintergründe – Analysen – Antworten. VS Verlag, 2009, ISBN 978-3-531-15911-9.
- Stephan Braun, Alexander Geisler (Hrsg.): Die verstimmte Demokratie : moderne Volksherrschaft zwischen Aufbruch und Frustration. VS Verlag, Wiesbaden 2012, ISBN 978-3-531-18410-4.

Interviews
- „Die Gefahr von rechts erkennen“. In: Sindelfinger Zeitung, 13. August 2007